# Associação Portuguesa de Desportos
Pour les articles homonymes, voir Portuguesa.
Maillots
Dernière mise à jour : 10 avril 2020.
L'Associação Portuguesa de Desportos est un club brésilien de football basé à São Paulo.

## Historique
- 1920 : fondation du club

## Palmarès
- Championnat du Brésil de Serie A :
  - Vice-champion : 1996

- Championnat du Brésil de Serie B :
  - Champion : 2011

- Championnat de São Paulo (3) :
  - Champion : 1935, 1936 et 1973

## Anciens joueurs
- Djalma Santos
- Estanislao Struway

(voir aussi Catégorie:Joueur de l'Associação Portuguesa de Desportos)